# Понаїхало
Панаєхало! — гумористичний скетчком, із життя людей які приїхали у велике місто із регіонів України, в пошуках любові, слави та самих себе. Ці люди проходять всі ступені тяжкості життя, знаходять роботу, заводять нових друзів, закохуються і т. д. «Понаєхавші» стають частиною великого мегаполіса Києва, де вони частково витісняють і самих корінних жителів.
Автором та продюсером цього шоу сміло можна назвати Вадима Мичковського, глядачам відомого як Дядя Жора. Пісня до серіалу «Панаехало» виконує Дядя Жора.

## Сюжетна лінія

### Вуйки Нестор і Любомир (Ужгород)
Двоє будівельників — гастарбайтерів із Ужгорода, які будують у Києві. Чимось схожі по сюжету із Наша Russia — Равшан і Джамшут

### Лікар Геннадій Жмуровський (Харків)
Лікар, з яким трапляються кумедні історії.

### Сім'я Зая і Мася (Одеса)
Сімейна пара дружина Зая, яка чоловікові забороняє гуляти, та чоловік Мася, який її не слухається.

### Гопники Сірий і Дрон (Троєщина)
Два гопника які наводять жах у своєму районі, забираючи у прости людей телефони, годинники.

### Касир Гріша Кривий (Рівне)
Касир Гріша який пробиває товар, злодіям та іншим особам.

### Продавець секс-шопу Артур (Гомель)
До продавця Артура звертаються, так звані покупці.

### Аптекар Антон Бородавкін (Жмеринка)
Аптекар Антон, в якого на обличчі дві кумедні бородавки. Часто попадає у кумедні історії.

### Таксист Валєра (Бердичів)
Таксист Валєра з яким часто трапляються історії. То клієнт прийшов зі своєю музикою, то блондинка заказує таксі не туди куди можна їхати.

### Бабуля Петрівна (Летичів)
Бабуля Петрівна можна сказати це спекулянт. Яка продає крадені телефони та підсуває своєму внукові замість наркотиків пральний порошок.

### Директор Хом'як Вадим Ростиславович (Хмельницький)
Директор який тримає своїх підлеглих, у міцних руках. А як це виходить дуже кумедно.

### Журналіст Георгій (Бровари)
Журналіст Георгій який веде «Район ТВ». Попадає у кумедні ситуації. Є чимось схожий сюжет із Файна Юкрайна — Інокентій Бест.

### Гаїшник майор Нарушайло (Єнакієве)
Даїшник який зупиняє автомобілі з порушенням, але штраф йому ніхто не платить.

### Прапорщик Підрульний (Керч)
Ще один даїшник невдаха.

### Куми Коля і Толя (Житомир)
Два кума які весь час п'яні.

### Хакер Колян Троян (Козятин) і кориш його Васька Депресняк (Херсон)
В сюжеті тільки Коля говорить і веде його, а його друг Вася весь час спить. По сюжету нагадує Наша Russia — Сергія Белюкова.

### Менеджер Саша Заточкін та Андрій Бурим (Алчевськ)
Два менеджера Сашко заїкаєця, а Андрій нервується .

## В ролях
- Вадим Мичковський (Дядя Жора)
- Андрій Бурим
- Сергій Стахов
- Олександр Зарубій
- Володимир Журавльов
- Юлія Привалова
- Юлія Вернігор
- Юрій Меженський
- Сашко Халюк
- Аня Кострицька

Тривалість кожної серії 27 хвилин.